# Tajó (železniční zastávka)
Tajó je železniční zastávka v maďarském městě Kiskunmajsa, které se nachází v župě Bács-Kiskun. Zastávka byla otevřena v roce 1899, kdy byla zprovozněna trať mezi Kiskunhalasem a Kiskunmajsou.

## Provozní informace
Zastávka má 1 nástupní hrany. Ve stanici není možnost zakoupení si jízdenky a je elektrifikovaná střídavým proudem 25 kV, 50 Hz. Provozuje ji společnost MÁV.

## Doprava
Zastavují zde pouze osobní vlaky, které jezdí trasu Baja–Kiskunfélegyáza–Kecskemét.

## Tratě
Zastávkou prochází tato trať:
- Kiskunhalas–Kiskunfélegyháza (MÁV 155)